# Tipula (Trichotipula) dorsolineata
Tipula (Trichotipula) dorsolineata is een tweevleugelige uit de familie langpootmuggen (Tipulidae). De soort komt voor in het Nearctisch gebied.